# Heitor de Araújo Sales
Dom Heitor de Araújo Sales (São José de Mipibu, 29 de julho de 1926) é um arcebispo católico, arcebispo emérito da Arquidiocese de Natal. É irmão de Sua Eminência, o Cardeal Dom Eugênio Sales, ex-arcebispo da Arquidiocese de São Sebastião do Rio de Janeiro. 
Foi ordenado sacerdote no dia 3 de dezembro de 1950 na Igreja Matriz de Nossa Senhora da Apresentação — Catedral Antiga de Natal - RN. Após ordenado, passou a ser pároco da Paróquia de Nossa Senhora da Conceição, em Nova Cruz -RN. No ano seguinte, voltou a residir em Natal para administrar a Paróquia de Nossa Senhora das Graças e Santa Teresinha, no Tirol. Ainda na capital potiguar, foi capelão do Colégio Santo Antônio - Marista (1953),Professor do Seminário Arquidiocesano de São Pedro e da Universidade Federal do Rio Grande do Norte (UFRN). 
Durante o período de 1968 a 1978, foi Vigário Episcopal para Religiosas em Natal.  
Em 16 de julho de 1978 foi sagrado bispo em Natal. Após a sagração, foi eleito bispo da Diocese de Caicó. Desde de 1987 é sócio da Sociedade Brasileira de Canonistas. Em 1993, foi elevado a Arcebispo Metropolitano de Natal. No ano seguinte, foi admitido pelo presidente Itamar Franco à Ordem do Mérito Militar no grau de Comendador especial.
Em 26 de novembro de 2003, o Papa João Paulo II aceitou a sua renúncia e o tornou Administrador Apostólico até à chegada de seu sucessor. Em 25 de janeiro de 2004, Dom Matias passa a ser o Arcebispo Metropolitano de Natal e Dom Heitor, Arcebispo Emérito da mesma circunscrição eclesiástica.